# توماس گرنجر
توماس گرنجر (احتمالاً زادهٔ ۱۶۲۵ – درگذشتهٔ ۸ سپتامبر ۱۶۴۲) نوجوان ۱۷ ساله‌ای بود که به جرم رابطه جنسی با حیوانات در مستعمره پلیموث (ایالات متحده آمریکا) به دار آویخته شدند.
گرنجر نخستین نوجوانی است که طبق اسناد، در قلمرو ایالات متحده امروزی به اعدام محکوم و اجرا شده است. او خدمتکار لاو بروستر در شهر داکسبری، واقع در مستعمره پلیموث در آمریکای شمالی بریتانیا بود. طبق اسناد دادگاه به تاریخ ۷ سپتامبر ۱۶۴۲، گرنجر در سن ۱۶ یا ۱۷ سالگی به جرم «ارتکاب عمل رابطه جنسی با یک مادیان، یک گاو، دو بز، چند گوسفند، دو گوساله و یک بوقلمون» محکوم شد.
گزارش شده است که گرنجر ابتدا در جلسه‌ای خصوصی نزد قضات محلی به جرم‌های خود اعتراف کرد و پس از صدور کیفرخواست، به‌صورت علنی نزد کشیشان و اعضای هیئت منصفه نیز به آن‌ها اقرار نمود. او به «اعدام از طریق دار تا زمان مرگ» محکوم شد. اجرای حکم توسط جان هولمز، پیام‌آور دادگاه، در تاریخ ۸ سپتامبر ۱۶۴۲ انجام شد. پیش از اجرای حکم، و بر اساس قوانین مقرر در سفر لاویان ۲۰:۱۵ («و اگر مردی با حیوانی همبستر شود، بی‌تردید باید کشته شود؛ و آن حیوان را نیز بکشید»)، تمامی حیواناتی که در جرم مشارکت داشتند، در برابر چشمان گرنجر کشته شده و در گودالی بزرگ که برای دفن آن‌ها آماده شده بود، انداخته شدند. هیچ استفاده‌ای از هیچ بخش بدن این حیوانات صورت نگرفت.